# Alexander Pope Field
Alexander Pope Field (ur. 30 listopada 1800 w Louisville, zm. 19 sierpnia 1876) – amerykański prawnik i polityk, w latach 1829–1840 sekretarz stanu Illinois, w latach 1841–1843 sekretarz (gubernator) Terytorium Wisconsin, od 1873 do śmierci prokurator generalny Luizjany.

## Życiorys
Pochodził z Louisville w Kentucky, lecz przeniósł się do Jonesboro w Illinois. Ukończył studia prawnicze i został adwokatem. Od 1822 do 1828 zasiadał w Izbie Reprezentantów Illinois z ramienia Partii Demokratycznej, do 1826 reprezentując hrabstwo Union, a następnie hrabstwo Johnson. W 1824 został elektorem prezydenta Andrew Jacksona. Przeszedł w roku 1838 do Partii Wigów, pomagając w jednej z lokalnych kampanii wyborczych Abrahama Lincolna, którego poznał praktykując jako adwokat w tym samym okręgu. Od kwietnia do sierpnia 1832 roku walczył w stopniu inspektora brygady w wojnie z Saukami pod wodzą Czarnego Jastrzębia.
Od 1829 do 1840 pełnił funkcję sekretarza stanu w Illinois. W tym czasie bezskutecznie ubiegał się o miejsce w Izbie Reprezentantów w 1831 i 1836 roku. Następnie od 23 kwietnia 1841 do 1843 roku piastował stanowisko sekretarza Terytorium Wisconsin.
W roku 1845 przeniósł się do Saint Louis, a cztery lata później do Nowego Orleanu, gdzie rozpoczął praktykę. Podczas wojny secesyjnej zajmował ostrożne stanowisko. W 1863 wybrano go do Izby Reprezentantów w nieautoryzowanych wyborach na południu; nie objął jednak mandatu. W 1864 ponownie wybrany w wyborach zaakceptowanych przez prezydenta po raz drugi nie objął mandatu ze względu na konflikt na linii prezydent–Kongres. Z nieznanych przyczyn zaatakował przeciwnego objęciu przezeń stanowiska senatora Williama D. Kelleya z Pensylwanii, raniąc go w ramię. Został potępiony przez Kongres, ale nie skazany.
W 1865 został szefem stanowej egzekutywy Narodowej Unii Konserwatywnej w Luizjanie. Po porażce w wyborach do Kongresu z jej ramienia w lutym 1866 dołączył do radykałów, domagając się powtórzenia konwencji konstytucyjnej z 1864 roku. Później sprzymierzył się z jednym ze skrzydeł Partii Republikańskiej i dzięki temu wybrano go luizjańskim prokuratorem stanowym w roku 1873. Pełnił funkcję aż do śmierci w 1876.